# Mohammed Khaïr-Eddine
Œuvres principales
- Agadir
- Il était une fois un vieux couple heureux
- Moi l'aigre
- Légende et vie d'agoun'chich
- Ce Maroc

Mohammed Khaïr-Eddin est un écrivain marocain, né en 1941 à Tafraout et mort le 18 novembre 1995 à Rabat. Il est l'un des grands écrivains de la littérature francophone marocaine.

## Biographie
Mohammed Khaïr-Eddine est né à Tafraout, petite ville de la région Souss-Massa-Drâa (province de Tiznit), au sud du Maroc, à 180 km au sud d'Agadir, il est originaire de la tribu amazighe des Aït Ammeln.
Très marqué par le séisme de 1960, il s'installe à Agadir en 1961 et y vit jusqu'à 1963. Il est chargé par la Sécurité sociale d'enquêter auprès de la population. Jeune écrivain, il fréquente ensuite le cercle des Amitiés littéraires et artistiques de Casablanca. En 1964, il fonde, avec Mostafa Nissaboury, le mouvement Poésie toute.
Il s'exile volontairement en France en 1965, et devient, pour subsister, ouvrier dans la banlieue parisienne. À partir de 1966, il publie dans la revue Encres vives et collabore en même temps à la revue Les Lettres nouvelles et à Présence africaine. En 1967, c'est la révélation de son roman Agadir, salué par le prix Enfants terribles, qu'avait fondé Jean Cocteau.
En 1979, il s'installe à nouveau au Maroc. Il meurt à Rabat le 18 novembre 1995, jour de la fête de l'Indépendance du Maroc.

## Œuvres
Ses œuvres ont été publiées, pour une grande part, aux Éditions du Seuil :
- Nausée noire, poème, Siècle à mains, Londres, 1964
- Le Roi, Jean-Paul Michel éditeur, Brive, 1966
- Agadir (roman), 1967
- Corps négatif, 1968
- Histoire d'un Bon Dieu, 1968
- Soleil arachnide, 1969
- Moi l'aigre, 1970
- Le Déterreur, 1973
- Ce Maroc !, 1975
- Une odeur de mantèque, 1976
- Une vie, un rêve, un peuple, toujours errants, 1978
- Résurrection des fleurs sauvages, Éditions Stouky et Sedki, Rabat, 1981
- Légende et vie d'Agoun'chich, 1984
- Il était une fois un vieux couple heureux, 1993 (première édition 2002)
- Faune détériorée , 1997
- Le Temps des refus, entretiens 1966-1995
- On ne met pas en cage un oiseau pareil (Dernier journal, août 1995), William Blake & Co. Édit., 2001